# Julie Laska

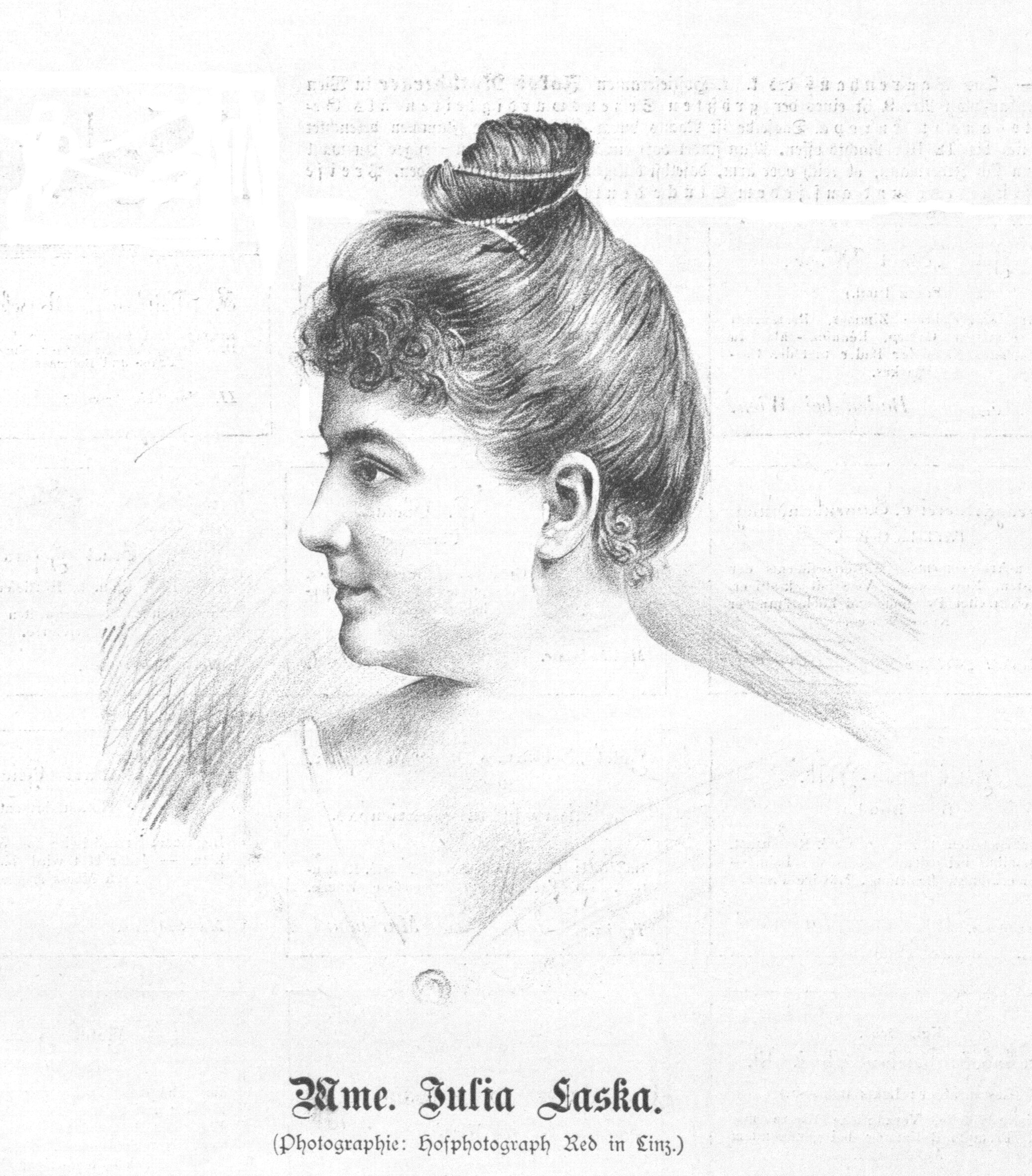
Julie Laska im Jahre 1890

Julie Laska, auch Julia Laska, (um 1860 in Pressburg – 19. Mai 1917 in Wien) war eine österreichische Opernsängerin (Sopran).

## Leben

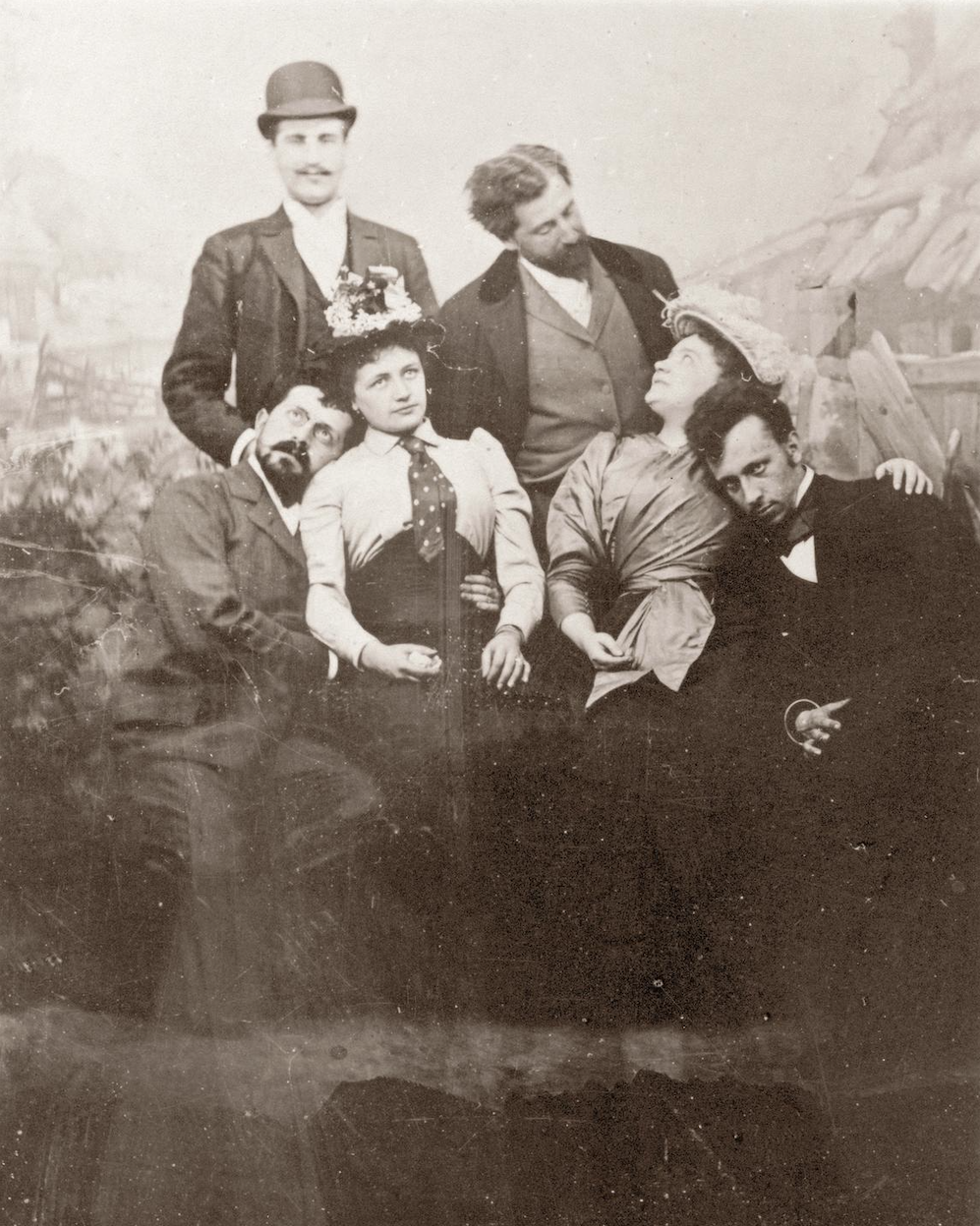
Fritz Mendl, Arthur Schnitzler, Richard Beer-Hofmann, Josefine Nebauer, Felix Salten, Julie Laska im Wiener Prater 1892

Über ihr frühes Leben ist wenig bekannt, nach Eisenberg soll sie in Ödenburg, nach dem oeml 1877 in ihrer Heimatstadt debütiert haben. Danach war sie an diversen österreichischen Theatern engagiert, bevor sie 1886 auch in St. Petersburg engagiert gewesen sein soll. Danach ging sie für zwei Jahre nach Linz (ÖML: 1882 bis 1889, dort wirkte ihr Mann Julius Laska als Theaterdirektor, sie soll dort vornehmlich Soubrettenrollen gespielt haben) und 1889 ans neueröffnete Deutsche Volkstheater in Wien.
Dort blieb sie ein Jahr um sich 1890 den "Münchnern" anzuschließen, beteiligte sich an drei Tourneen dieses Ensembles und trat 1893 in den Verband des neugegründeten Raimundtheaters, an dem sie zwei Jahre erfolgreich wirkte (ÖML: 1895–1898). 
Danach erschien sie nur noch gastierend, zeitweise gar nur privatisierend. Auftritte sind bis 1904 nachweisbar. Zuletzt unterrichtete sie in Wien.